# Sari-d'Orcino
Sari-d'Orcino es una comuna y población de Francia, en la región de Córcega, departamento de Córcega del Sur.
Su población en el censo de 1999 era de 236 habitantes.

## Demografía
| 284 | 301 | 282 | 218 | 236 | 259 |
| Para los censos de 1962 a 1999 la población legal corresponde a la población sin duplicidades (Fuente: INSEE [Consultar]) |     |     |     |     |     |

- Datos: Q696020
- Multimedia: Sari-d'Orcino / Q696020

1. ↑  Worldpostalcodes.org, código postal n.º 20151.
2. ↑  INSEE, Datos de población para el año 2012 de Sari-d'Orcino (en francés).